# Mačji panda
Máčji pánda ali rdéči pánda (znanstveno ime Ailurus fulgens) je rastlinojedi sesalec, ki se v glavnem prehranjuje z bambusovimi vršički. Kljub imenu ni soroden orjaškemu pandi, saj ne sodi med medvede, temveč v ločeno družino, v kateri je edini še živeči predstavnik. Najdemo ga na obronkih Himalaje, v Indiji, Nepalu, Butanu in na Kitajskem. Mačji panda je manjša nočna žival z rjavo - rdečo dlako in dolgim košatim repom.

## Značilnosti
Mačji panda meri 50 do 64 cm, njegov rep pa dodatnih 28 do 59 cm. Samci tehtajo od 3,7 do 6,2 kg, samice pa od 3 do 6 kg. V hladnih gorovjih uporabljajo svoj košat rep za zaščito pred mrazom. Podobno kot velike pande imajo tudi mačje podaljšano zapestno kost, ki funkcionira skoraj kot palec in jim omogoča boljši oprijem pri plezanju. Večino svojega življenja namreč preživijo na drevesih, saj celo spijo na višini. V povprečju živijo od 8 do 10 let, znani so pa tudi primerki, ki so doživeli celo 15 let.

### Habitat
Naseljuje gozdna območja zmerne temperature med 10 in 25 °C z majhnimi letnimi spremembami, na nadmorski višini od 2200 do 4800 m. Mačji panda je endemit v gozdovih Himalaje. Njen naravni habitat se razteza od vznožja vzhodnega Nepala do gorovja Qinling na vzhodu Kitajske.  Najdemo ga lahko v južnem Tibetu, v indijskih zveznih državah Sikim in Assam, Butanu, na severnih gorah Burme in na jugozahodu Kitajske, v gorah Hengduan v Sečuanu in gorovju Gongshan v Yunnanu. Možno je, da živi tudi v jugozahodnem Tibetu in na severu indijske zvezne države Arunačal Pradeš, vendar to ni bilo dokumentirano. Ločena populacija pand je naseljena na visokih planotah severo-vzhodne indijske države Meghalaya. 

### Prehrana
Ko se prehranjujejo, so najbolj dejavni ponoči, ob zori in ob mraku. Enako kot veliki panda, tudi mačje pande ne prebavljajo celuloze, zato se v veliki meri hranijo z bambusom. Za razliko od svojih večjih sorodnikov pa jedo tudi mnogo druge hrane, kot so sadje, koreninice, jajca, gobe, trave in želod. Občasno jedo tudi ribe in mrčes. 

### Razmnoževanje
Mačji panda je samotarska žival, razen v obdobju parjenja, ko se tako samci kot samice parijo z več partnerji. Samice spomladi ali poleti povržejo mladiče, običajno nekje od enega do štiri. Nekaj dni pred kotitvijo samice zberejo podrast, travo in listje ter zgradijo gnezdo v votlem drevesu ali v skalni razpoki. Mladiči ostanejo v svojih gnezdih približno 90 dni, med tem časom pa zanje skrbijo matere. Samci se za svoje potomstvo večinoma ne zanimajo. 

## Ogroženost
Mačji panda je zaradi deforestacije prizadeta vrsta. Njihov naravni habitat se zaradi gozdarjenja in velika porasta kmetijske dejavnosti hitro krči. V zadnjih dveh desetletjih se je svetovna populacija mačjih pand zmanjšala za 50 %. Na svetu naj bi jih bilo le še 2500, zato poskušajo v živalskih vrtovih po svetu vzgojiti čim več mladičev. (Sydneyjski živalski vrt Taronga je pri tem med uspešnejšimi. Od leta 1977 se je tam rodilo 43 rdečih pand.) V nevarnosti so tudi zaradi nezakonitega lova in prodaje na črnem trgu. V Nepalu je mačji panda zaščitena živalska vrsta, vendar je krivolov kljub temu vse bolj prisoten, več kot 90 % nezakonitih aktivnosti pa ni nikoli prijavljenih. Organizacija Red Panda Network, ki se trudi reševati pande, je 15. septembra 2018 (mednarodni dan mačjih pand) začela z veliko akcijo, v okviru katere razkrivajo mreže nezakonitih dobaviteljev rdečih pand in ozaveščajo javnost o pomembnosti ohranitve teh živali.